# Biely Kostol
Biely Kostol (bis 1927 slowakisch „Biele Kostoly“ oder „Bielý Kostol“; deutsch Weißkirchen, ungarisch Pozsonyfehéregyház – bis 1907 Fehéregyház, lateinisch Albanus) ist ein Ort und eine Gemeinde im Okres Trnava des Trnavský kraj in der westlichen Slowakei. Die Zahl der Einwohner belief sich per 31. Dezember 2009 auf 1405 Personen.

## Geographie

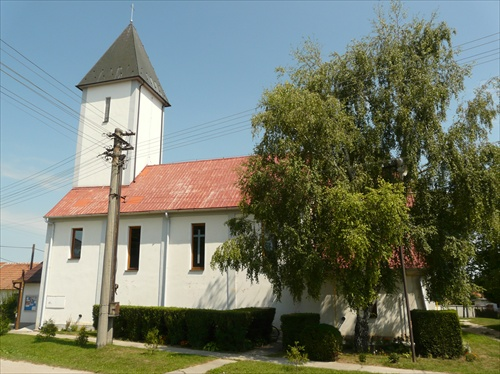
Kirche in Biely Kostol

Die Gemeinde liegt im Donauhügelland fünf Kilometer westlich der Stadt Trnava, am rechten Ufer des Flüsschens Parná.

## Geschichte
Der Ort wird zum ersten Mal 1332–37 in einem Verzeichnis des Kirchenzehnten als Alba Ecclesia schriftlich erwähnt. Anfangs zur Stadt Tyrnau gehörende Gemeinde wechselte oft seine Besitzer. 1711 brannte der ganze Ort aus, 1719 ließ die Familie Esterházy ein Landschloss namens Albanus (nach einer Jesuit-Villa bei Rom), das als Sommerresidenz diente, errichten.
Bis 1918 lag der Ort im Komitat Pressburg im Königreich Ungarn und kam danach zur neu entstandenen Tschechoslowakei. Vom 1. November 1974 bis 1992 war die Gemeinde Teil der Stadt Trnava.

## Bevölkerung
| Jahr                | 1994 | 2004    | 2014     | 2024     |
| ------------------- | ---- | ------- | -------- | -------- |
| Anzahl der Personen | 1092 | 1200    | 1611     | 2553     |
| Unterschied         |      | +9,89 % | +34,25 % | +58,47 % |

| Jahr                | 2023 | 2024    |
| ------------------- | ---- | ------- |
| Anzahl der Personen | 2531 | 2553    |
| Unterschied         |      | +0,86 % |